# Glendale (Ohio)
Glendale és una població dels Estats Units a l'estat d'Ohio. Segons el cens del 2000 tenia 2.188 habitants.

## Demografia
Segons el cens del 2000, Glendale tenia 2.188 habitants, 942 habitatges, i 649 famílies. La densitat de població era de 505,9 habitants/km².
Dels 942 habitatges en un 24,2% hi vivien nens de menys de 18 anys, en un 58% hi vivien parelles casades, en un 8,3% dones solteres, i en un 31% no eren unitats familiars. En el 27,1% dels habitatges hi vivien persones soles el 10,2% de les quals corresponia a persones de 65 anys o més que vivien soles. El nombre mitjà de persones vivint en cada habitatge era de 2,3 i el nombre mitjà de persones que vivien en cada família era de 2,79.
Per edats la població es repartia de la següent manera: un 19,6% tenia menys de 18 anys, un 5,6% entre 18 i 24, un 24,6% entre 25 i 44, un 32,4% de 45 a 60 i un 17,8% 65 anys o més.
L'edat mediana era de 45 anys. Per cada 100 dones de 18 o més anys hi havia 90,2 homes.
La renda mediana per habitatge era de 75.113 $ i la renda mediana per família de 84.341 $. Els homes tenien una renda mediana de 57.361 $ mentre que les dones 45.556 $. La renda per capita de la població era de 40.787 $. Aproximadament el 0,8% de les famílies i el 2,1% de la població estaven per davall del llindar de pobresa.

## Poblacions més properes
El següent diagrama mostra les poblacions més properes.